# Военно-морские силы Польши
Военно-морские силы Польши (пол. Marynarka Wojenna или неофициально Polska Marynarka Wojenna (PMW)) — один из видов вооружённых сил Республики Польша.

## История

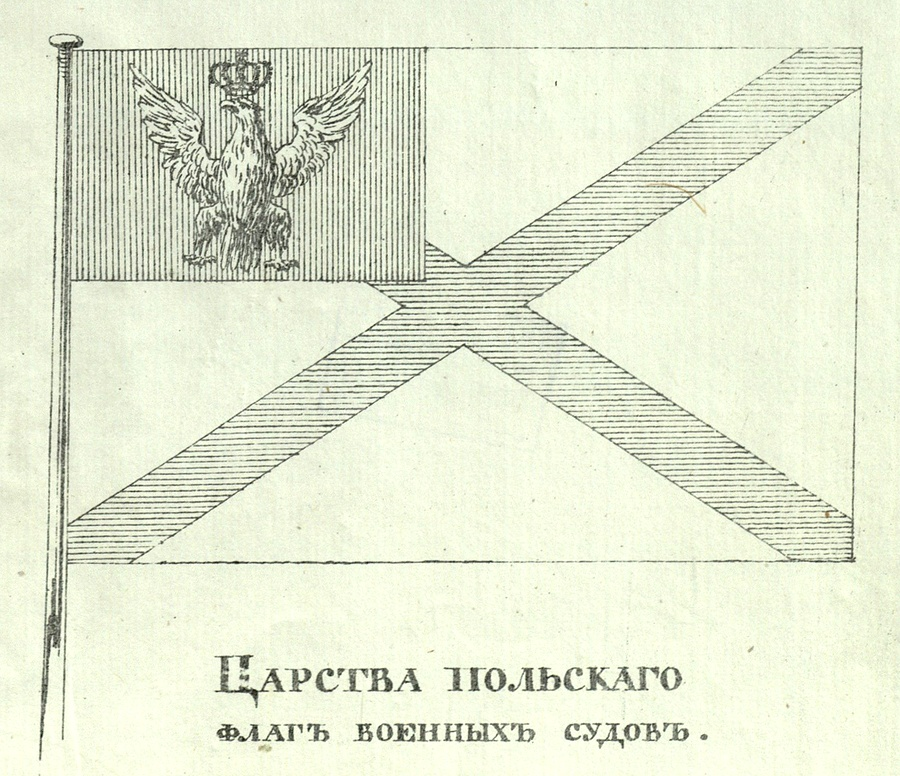
Флаг военных судов Царства Польского (1815—1833 годов).

Формирование военно-морских сил Польши началось вскоре после провозглашения независимости Польши. После капитуляции Германии Польша получила несколько кораблей из состава немецкого военно-морского флота.
В 1920-е-1930-е годы количество кораблей в составе флота увеличилось.
Перед началом Второй мировой войны, польское военное командование отдало приказ кораблям военно-морского флота совершить переход в Великобританию. Несколько кораблей (в том числе, эсминец «Вихрь» и минный заградитель «Гриф») были потеряны в ходе боевых действий в сентябре 1939 года.
В дальнейшем, польские корабли в составе британского флота участвовали в десантной операции в Норвегии, эвакуации войск западных союзников из района Дюнкерка, сопровождении конвоев, обеспечении десантной операции союзников в Нормандии и др.

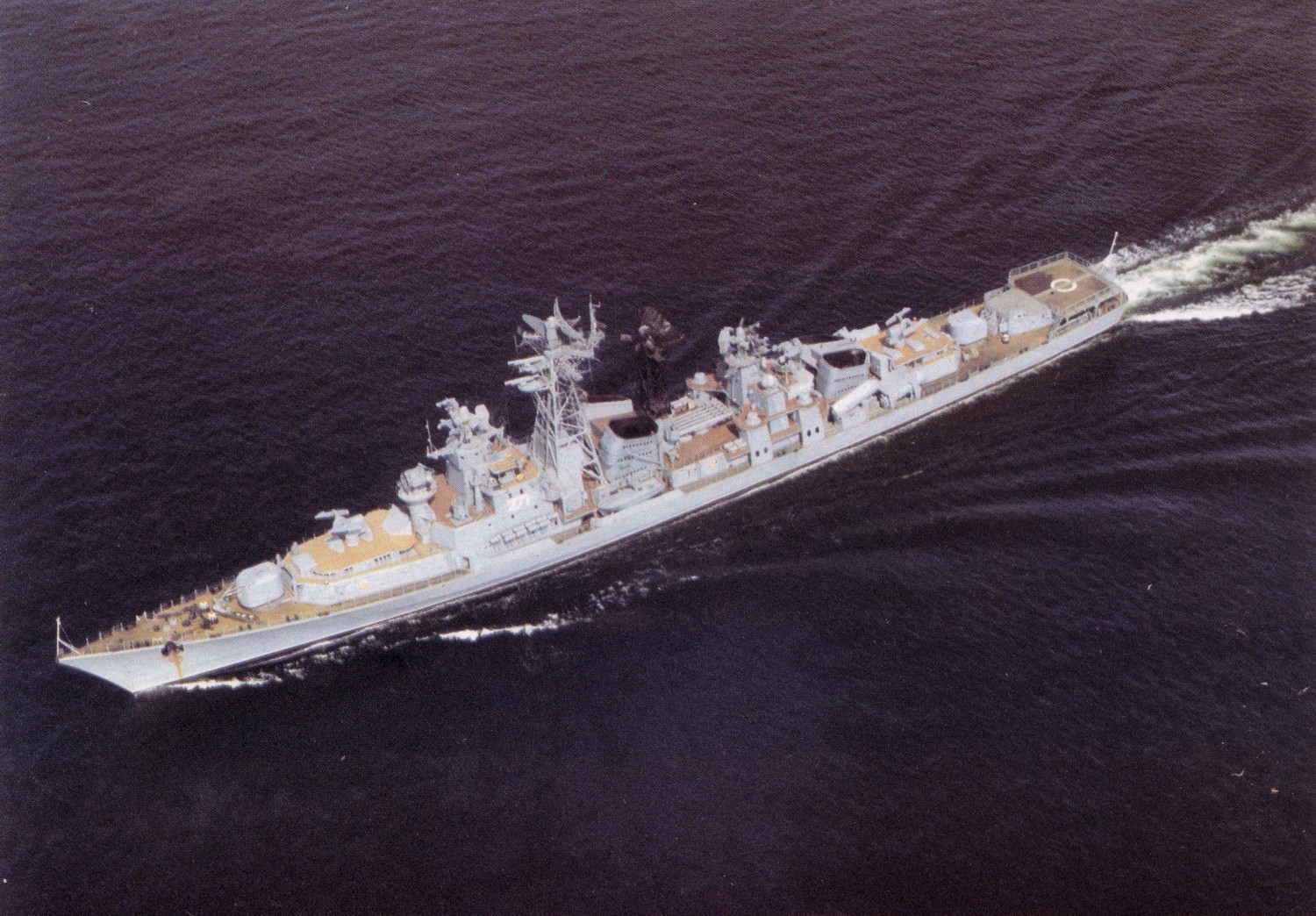
«Warszawa» В 1991 году

18 апреля 1945 года в соответствии с декретом Крайовой Рады Народовой было создано Министерство обороны, 7 июля 1945 года было принято решение о создании военно-морского флота.
В начале апреля 1946 года СССР передал Польше 23 боевых корабля (9 тральщиков, 12 охотников за подводными лодками и 2 торпедных катера).
В 1955—1991 годы Польша являлась участником Организации Варшавского договора.
ВМС Польши неоднократно участвовали в учениях объединённой Балтийской эскадры ОВД. В 1988 году ВМС ПНР взяли в аренду, а в 1993 выкупили БПК «Смелый», который был флагманом ВМС под названием «Warszawa». Списан в 2003 году.
В марте 1999 года Польша вступила в НАТО.

## Современное состояние

### Организационный состав
Организационно, ВМС Польши включают в себя:
Командование военно-морскими силами (пол. Dowództwo Marynarki Wojennej), Гдыня
- Центр морских операций (пол. Centrum Operacji Morskich), Гдыня
- 3-я флотилия кораблей им. командора Болеслава Романовского (пол. 3 Flotylla Okrętów im. Komandora Bolesława Romanowskiego)[5], Гдыня
  - Дивизион ракетных кораблей (пол. Dywizjon Okrętów Rakietowych)[6]
  - Дивизион подводных лодок (пол. Dywizjon Okrętów Podwodnych)
- 8-я флотилия береговой обороны им. вице-адмирала Казимира Порембского (пол. 8 Flotylla Obrony Wybrzeża im. Wiceadmirała Kazimierza Porębskiego)[7], Свиноуйсьце
- Бригада военно-морской авиации им. командора-поручика Кароля Тшаско-Дурского (пол. Brygada Lotnictwa Marynarki Wojennej im. kmdr. por. pil. Karola Trzaska – Durskiego)[8], Гдыня

### Пункты базирования
- ВМБ Гдыня
- ВМБ Свиноуйсьце

### Боевой состав

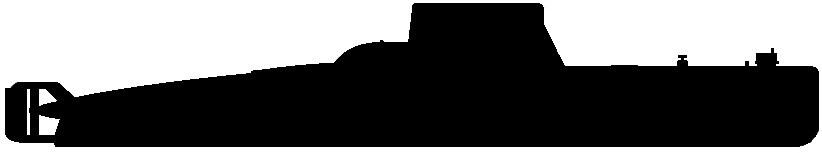

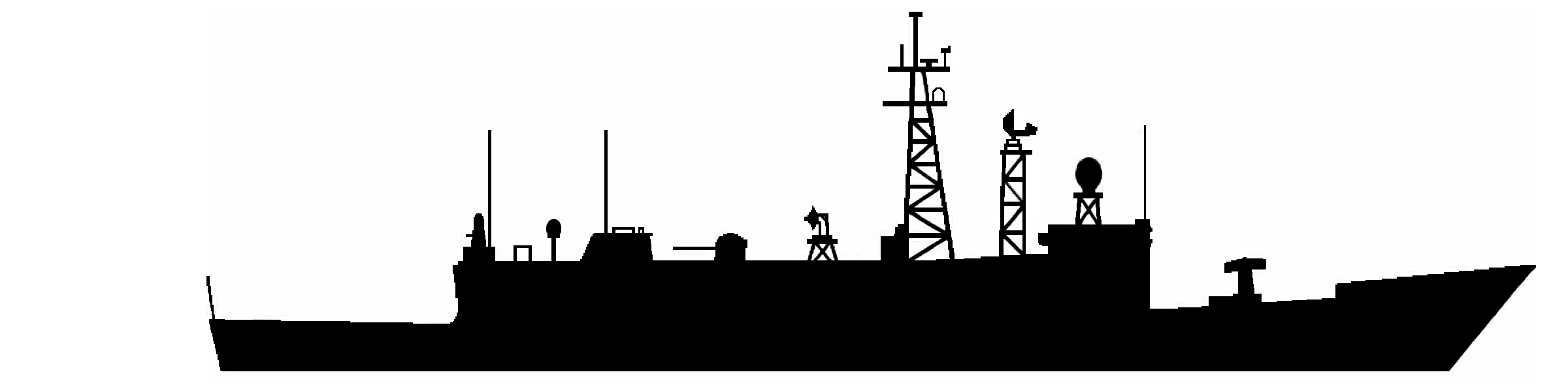

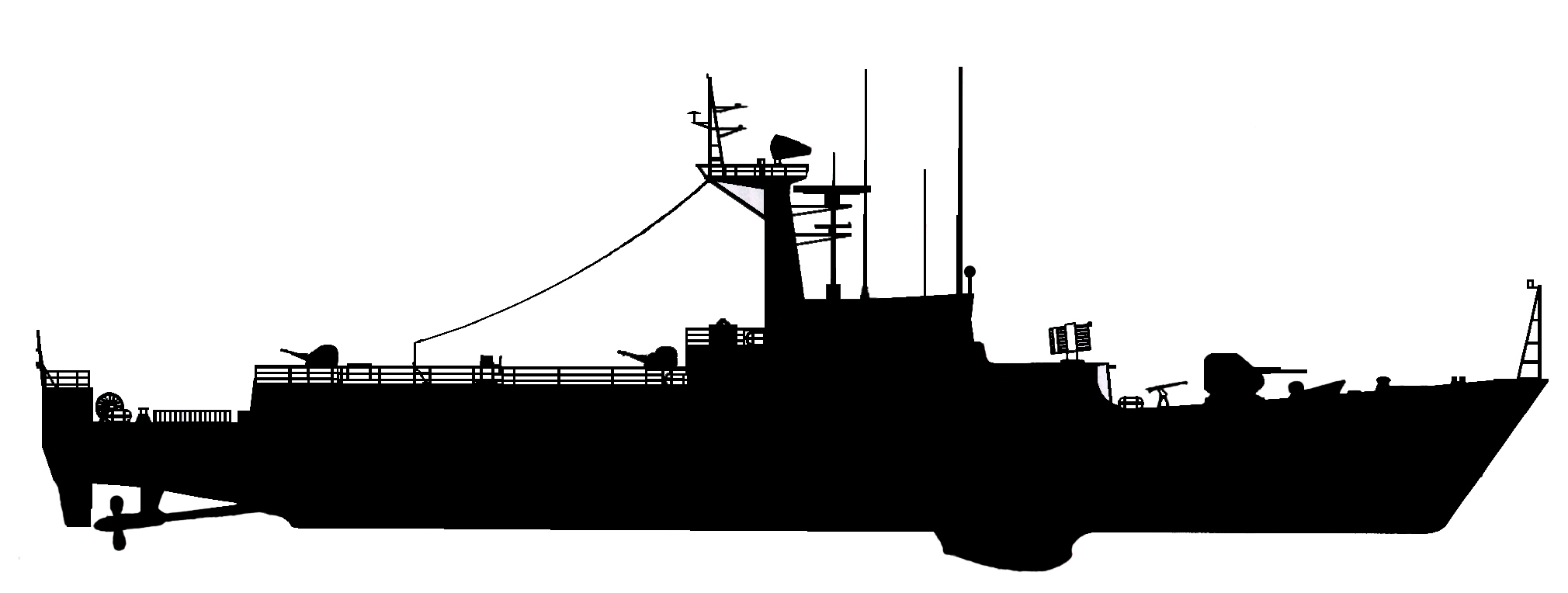

#### Флот
| Тип                               | Бортовой номер  | Наименование                                                | В составе флота         | Состояние       | Примечания |
| Подводные лодки                   | Подводные лодки | Подводные лодки                                             | Подводные лодки         | Подводные лодки | Подводные лодки |
| --------------------------------- | --------------- | ----------------------------------------------------------- | ----------------------- | --------------- | --- |
| подводная лодка проекта 877Э      | 291             | ORP «Ожел» «Orzeł»                                          | с 29 апреля 1986 года   | в строю         | В бессрочном ремонте с июня 2014 г. http://www.deepstorm.ru/DeepStorm.files/45-92/dts/877/291.htm                                               |
| подводная лодка типа «Коббен»     | 295             | ORP «Семп» «Sęp»                                            | с 16 августа 2002 года  | в строю         | бывший KNM «Skolpen» (S306) |
| подводная лодка типа «Коббен»     | 296             | ORP «Белик» «Bielik»                                        | с 8 сентября 2003 года  | в строю         | бывший KNM «Svenner» (S309) списывается в 2020                                                                                                  |
| Фрегаты                           |                 |                                                             |                         |                 | |
| фрегат типа «Оливер Хазард Перри» | 272             | ORP «Генерал Казимир Пулавский» «Generał Kazimierz Pułaski» | с 15 марта 2000 года    | в строю         | бывший USS «Clark» (FFG-11). Подписанно соглашение о ремонте и модернизации фрегата в США. Должен быть возвращен ВМС Польши до конца 2015 года. |
| фрегат типа «Оливер Хазард Перри» | 273             | ORP «Генерал Тадеуш Костюшко» «Generał Tadeusz Kościuszko»  | с 28 июня 2002 года     | в строю         | бывший USS «Wadsworth» (FFG-9) |
| Корветы                           |                 |                                                             |                         |                 | |
| сторожевой корабль проекта 620    | 240             | ORP «Кашу́б» «Kaszub»                                        | с 15 марта 1987 года    | в строю         | |
| Корветы типа «Гаврон»             | 241             | ORP Slązak                                                  | 2016                    | в строю         | |
| Ракетные катера                   |                 |                                                             |                         |                 | |
| ракетный катер проекта 660        | 421             | ORP «Оркан» «Orkan»                                         | с 18 сентября 1992 года | в строю         | |
| ракетный катер проекта 660        | 422             | ORP «Пёрун» «Piorun»                                        | с 11 марта 1994 года    | в строю         | |
| ракетный катер проекта 660        | 423             | ORP «Гро́м» «Grom»                                           | с 28 апреля 1995 года   | в строю         | |
| Тральщики                         |                 |                                                             |                         |                 | |
| проект 258 (Корморан II)          | 601             | ORP Kormoran                                                | 2017                    | в строю         | |

## Техника и вооружение

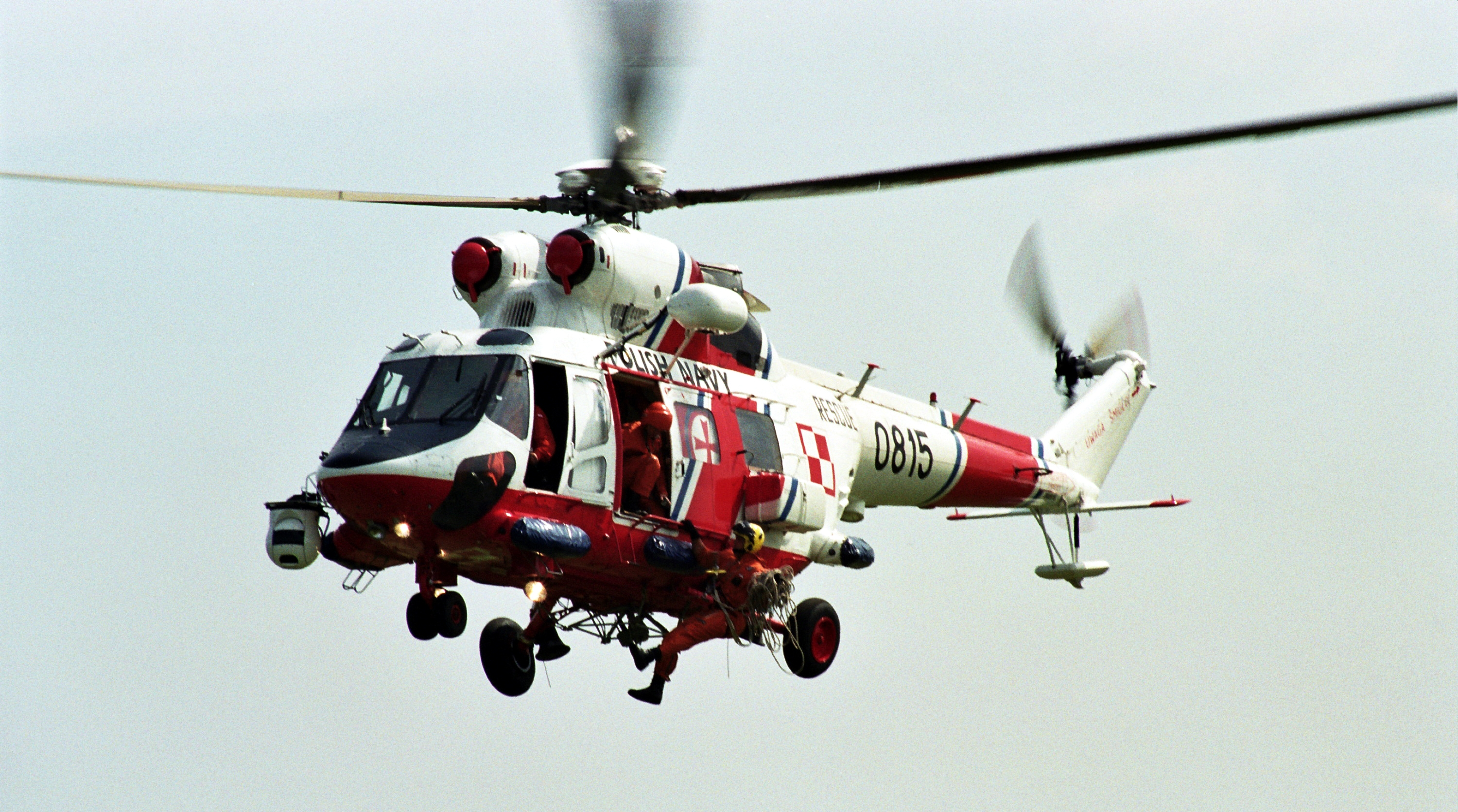

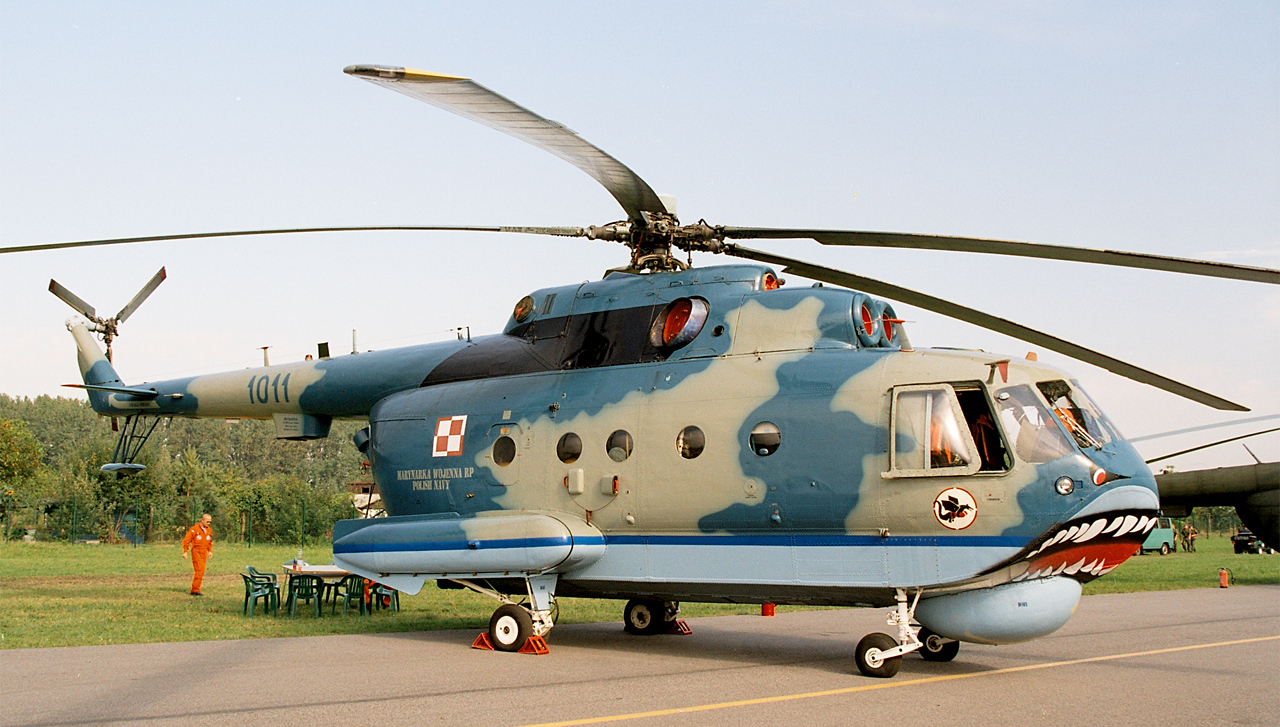

## Префикс кораблей и судов
Корабли и суда ВМФ Польши имеют префикс ORP (пол. Okręt Rzeczypospolitej Polskiej — Корабль Польской Республики).

### Флаги вспомогательных судов

## Галерея

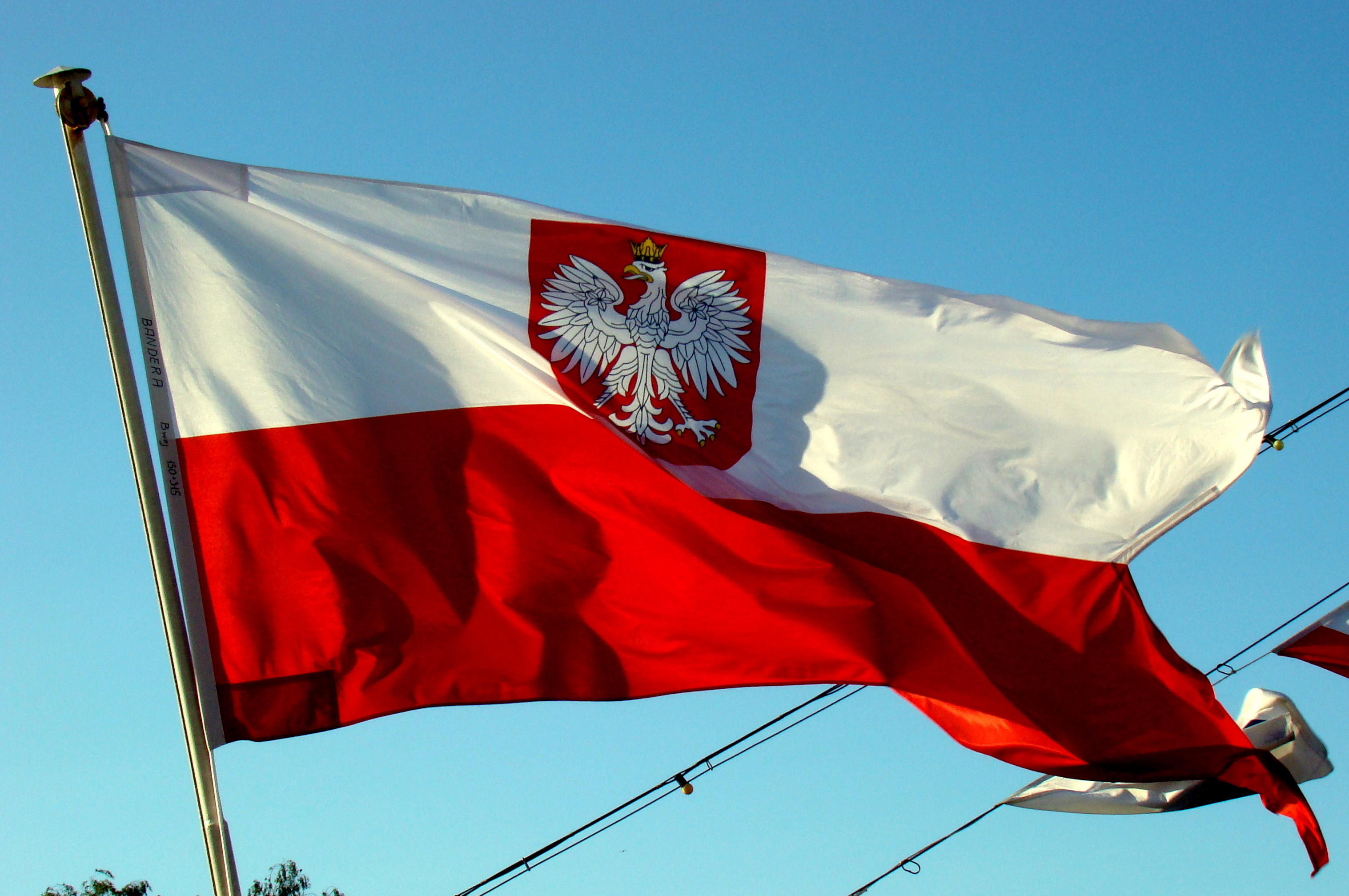
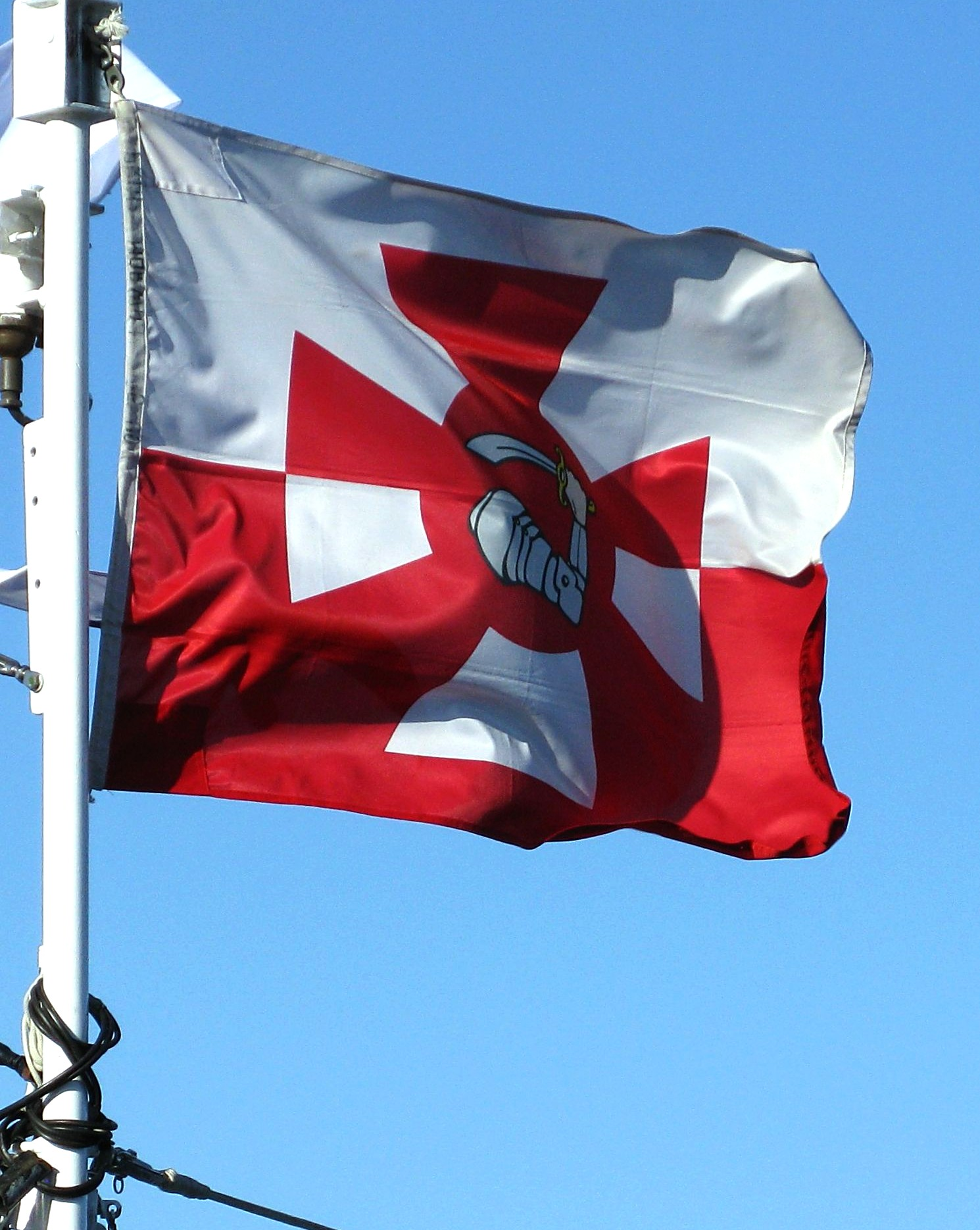
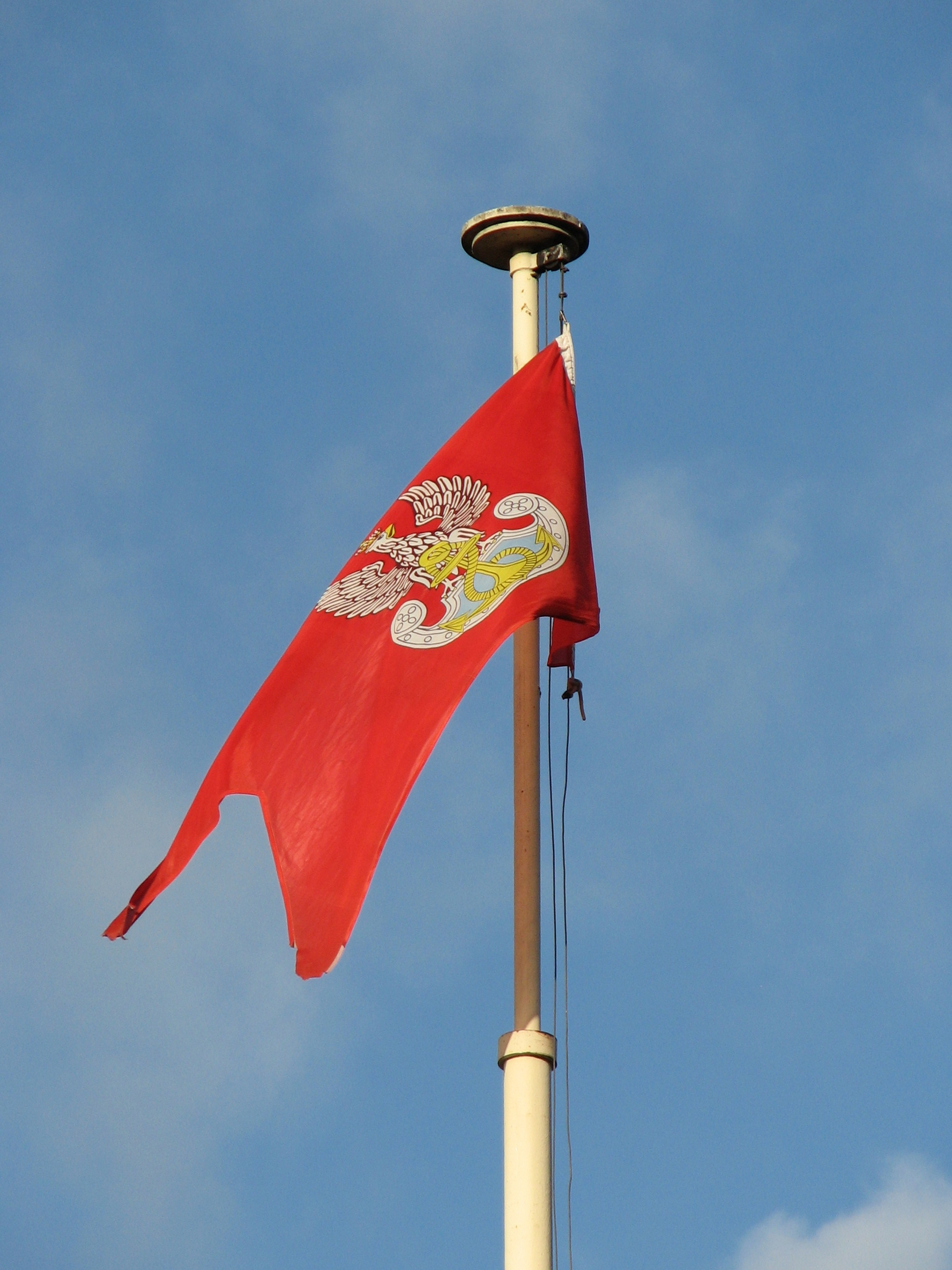

### Знаки на головные уборы

## Флаги кораблей и судов

### Флаги боевых кораблей
| Флаг   | Гюйс | Вымпел боевых кораблей |
| ------ | ---- | ---------------------- |
| borger |      |                        |

### Флаги должностных лиц
| Президент Польской Республики | Министр национальной обороны             |                                         |
| ----------------------------- | ---------------------------------------- | --------------------------------------- |
|                               |                                          |                                         |
| Маршал Польши                 | Начальник Главного штаба Вооружённых сил | Главнокомандующий Военно-морским флотом |
|                               |                                          |                                         |
| Адмирал флота                 | Адмирал                                  | Вице-адмирал                            |
|                               |                                          |                                         |
| Контр-адмирал                 | Генерал                                  | Начальник штаба                         |
|                               |                                          |                                         |
| Командир флотилии             | Командир дивизиона                       | Командир группы                         |
| borger                        |                                          |                                         |

## Знаки различия

### Адмиралы и офицеры
| Категории               | Адмиралы      | Адмиралы      | Адмиралы     | Адмиралы      | Старшие офицеры    | Старшие офицеры    | Старшие офицеры       | Младшие офицеры   | Младшие офицеры     | Младшие офицеры        |
| ----------------------- | ------------- | ------------- | ------------ | ------------- | ------------------ | ------------------ | --------------------- | ----------------- | ------------------- | ---------------------- |
|                         |               |               |              |               |                    |                    |                       |                   |                     |                        |
| Польское звание         | Admirał       | Admirał floty | Wiceadmirał  | Kontradmirał  | Komandor           | Komandor porucznik | Komandor podporucznik | Kapitan marynarki | Porucznik marynarki | Podporucznik marynarki |
| Российское соответствие | Адмирал флота | Адмирал       | Вице-адмирал | Контр-адмирал | Капитан 1-го ранга | Капитан 2-го ранга | Капитан 3-го ранга    | Капитан-лейтенант | Старший лейтенант   | Лейтенант              |

### Подофицеры и матросы
| Категории               | Подофицеры                         | Подофицеры                   | Подофицеры                           | Подофицеры                | Подофицеры        | Подофицеры                | Mатросы                      | Mатросы          | Mатросы                | Mатросы                | Mатросы          | Mатросы  |
| ----------------------- | ---------------------------------- | ---------------------------- | ------------------------------------ | ------------------------- | ----------------- | ------------------------- | ---------------------------- | ---------------- | ---------------------- | ---------------------- | ---------------- | -------- |
|                         |                                    | †                            | †                                    |                           |                   |                           |                              |                  |                        |                        |                  |          |
| Польское звание         | Starszy chorąży sztabowy marynarki | Chorąży sztabowy marynarki † | Młodszy chorąży sztabowy marynarki † | Starszy chorąży marynarki | Chorąży marynarki | Młodszy chorąży marynarki | Starszy bosman               | Bosman           | Bosmanmat              | Mat                    | Starszy marynarz | Marynarz |
| Российское соответствие | нет                                | нет                          | нет                                  | Старший мичман            | Мичман            | нет                       | Главный корабельный старшина | Главный старшина | Старшина первой статьи | Старшина второй статьи | Старший матрос   | Матрос   |